# Susanville
Susanville est une ville de l’État de Californie, siège du comté de Lassen, aux États-Unis. Sa population est de 17 974 habitants lors du recensement de 2010. Susanville était autrefois une ville minière et de logement, elle est actuellement davantage connue pour accueillir la High Desert State Prison (en) ouverte en 1995.

## Histoire
La ville est nommée ainsi en l'honneur de Susan Roop, fille d'Isaac Roop. Ce nom est adopté officiellement en 1857. Elle s’est appelée d’abord Rooptown.

## Démographie
| 1890 | 1910 | 1920 | 1930  | 1940  | 1950  |
| ---- | ---- | ---- | ----- | ----- | ----- |
| 882  | 688  | 918  | 1 358 | 1 575 | 5 338 |

| 1960  | 1970  | 1980  | 1990  | 2000   | 2010   |
| ----- | ----- | ----- | ----- | ------ | ------ |
| 5 598 | 6 608 | 6 520 | 7 279 | 13 541 | 17 947 |

## Personnalités notables
- Hardin Barry (en), joueur de baseball
- Frank Cady, acteur ayant joué Sam Drucker
- Aaron Duran (en), écrivain et producteur
- Jack Ellena (en), joueur de football américain
- Mike Leach, entraîneur en chef de l'équipe de football de l'État de Washington, né à Susanville
- Kevin Mangold (en), jockey, cascadeur, acteur et auteur
- Ryan O'Callaghan (en), joueur des Kansas City Chiefs et avant cela des New England Patriots
- Frank Shamrock, pratiquant de combat libre
- Ken Shamrock, pratiquant de combat libre et star de télé-réalité

## Source
- (en) Cet article est partiellement ou en totalité issu de l’article de Wikipédia en anglais intitulé « Susanville, California » (voir la liste des auteurs).